# FL Studio
FL Studio (antiguamente llamado Fruity Loops) es una estación de trabajo de audio digital (por sus siglas en inglés DAW) con las características de editor de audio, secuenciador con soporte multipista y MIDI desarrollado por la compañía belga Image-line Software y utilizado para la producción musical.
FL Studio ofrece un espacio de trabajo centrado en un secuenciador basado en patrones. Su ambiente incluye un soporte avanzado de MIDI e incorpora numerosas utilidades para la edición, mezcla y grabación de audio. Cuando se completa un proyecto, la canción o clip, estos pueden ser exportados a Microsoft WAV o MP3. Desde la versión 7, FL Studio empezó a soportar el formato OGG Vorbis de código abierto para algunos de sus plugins nativos, a partir de la versión 8 lo soporta como formato nativo (para importar/exportar), y a partir de la versión 12.4, tuvo soporte para el formato FLAC.
FL Studio guarda sus trabajos en su formato nativo .FLP (Fruity Loops Project) el cual suele tener conflictos con los proyectos de Adobe Flash con la misma extensión.
La herramienta contiene un secuenciador, varios sintetizadores, bibliotecas de samples, cajas de ritmo, un asistente llamado "Gopher" mediante inteligencia artificial con el cual resolver cualquier duda, etc. Este permite al artista crear música basada en patrones, usando el Step Sequencer o la vista de Piano Roll, un piano virtual el cual puede reproducir cualquier sonido tocado en la nota musical deseada. Posteriormente estos sonidos pueden ser organizados en la ventana "playlist". 
El panel de efectos ubicado en el mezclador (mixer) da acceso a una gran variedad de software de efectos, de ecualización, reverberación, delay, además de herramientas de masterización, limitación y compresión de audio, todas estas herramientas cuentan con perillas de valores y acontecimientos, cantidades de volumen y otras variables que pueden ser automatizadas por el usuario en la lista de reproducción.

## Logo
El concepto original fue diseñado por Didier Dambrin, el inventor de FL Studio y el primer diseño (1995) se basó en una fresa. Con el tiempo el logotipo ha evolucionado hacia un cruce entre un mango y fresa, con el color y la estructura respectivamente.

## Interfaz de usuario
La interfaz de usuario de FL Studio se compone de seis ventanas que son redimensiónales, editables y también se puede aplicar un tema de colores al gusto del usuario.
- Tool bar - Barra de herramientas superior en donde se puede acceder a las opciones del programa; abrir, guardar proyectos, ajustes del programa, reproducir y detener la reproducción dentro del Channel Rack o en la Playlist, funciones para grabación, ventana de información, medidor de tiempo, osciloscopio y/o analizador del espectro de frecuencias, medidor de CPU y memoria en tiempo real, etc.

- Channel Rack - Ventana en el que se pueden secuenciar ritmos usando clips de audio, crear bucles instantáneos como el inicio de una idea, crear melodías con los instrumentos VST y de contenedor para los clips de automatización, todo dentro de los patterns (patrones) que son colocados en el Playlist para formar una canción.
- Piano Roll - Editor de notas MIDI en cuadrícula de dos dimensiones. El eje vertical representa la nota o pitch, y el eje horizontal representa el tiempo, utilizado para reproducir melodías musicales, va en conjunto con el "Channel Rack" cada vez que se genera una melodía. Este editor es el más elogiado del mercado por ser muy versátil y ofrecer herramientas avanzadas de edición MIDI como arpegiador, rasgueador, aleatorización de notas, entre otros.
- Playlist - Lugar donde se estructura el proyecto musical colocando los diferentes patterns (patrones), samples y clips de automatización para crear la canción. También ofrece la opción de trabajar con pistas de instrumentos, samples, grabaciones de audio interno e externo y MIDI de manera lineal como un DAW convencional.
- Mixer - Funciona igual que una mesa de mezclas: se utiliza para balancear los niveles de audio, silenciar un canal, crear envíos, grupos, poner en mono y estéreo el canal seleccionado, invertir la polaridad, agregar hasta 10 efectos, grabar input (entrada) de audio y el audio interno del programa, tiene soporte de hasta 500 pistas que se pueden eliminar o añadir dependiendo de las necesidades.
- Browser - Navegador de archivos que permite la búsqueda, vista previa; y el acceso a las diferentes carpetas que contienen samples, plugins, presets, archivos MIDI, descargar contenido en línea por FL Cloud, librerías del usuario, entre otros.

## Características
FL Studio se ha convertido en una herramienta popular tanto para amateurs como para músicos profesionales, gracias a su secuenciador de ritmos y piano roll de fácil uso y múltiples funcionalidades. Tiene un valor comercial competitivo frente a las demás herramientas de su estilo, amplio soporte para los estándares industriales, varias posibilidades de automatización, soporte para ser manejado de manera remota mediante la aplicación FL Studio Remote, herramientas de inteligencia artificial, instrumentos y efectos de calidad. Adicionalmente se brinda un servicio de biblioteca de samples, masterización y distribución digital disponibles mediante una suscripción mensual o anual llamado Fl Cloud. Por otro lado, tras adquirir una copia de FL Studio, se puede actualizar gratis cada vez que sale una nueva versión.
La versión 6.0 de FL Studio está compilada en Delphi 2005, todos los canales del mezclador se pueden utilizar como envíos, se pueden utilizar múltiples dispositivos MIDI y posee un nuevo motor de popups, entre otras características.
Entre los efectos que se incluye tenemos reverberación, chorus, flanger, ecualización, delay y otros. Utiliza generalmente una profundidad de audio de 32 bits de punto flotante, por defecto a 44.1 kHz, aunque a partir de su versión 12, permite exportar y reproducir en una profundidad de audio de 32 bits de punto flotante con una frecuencia de muestreo de hasta 192.000 kHz y una tasa de re-muestreo de 512.
La versión de demostración de FL Studio incluye varios generadores (sintetizadores software). Algunos de estos deben ser adquiridos por separado.
Existen cuatro versiones disponibles para su compra, diferenciándose principalmente por la cantidad de plugins que se incluyen con la licencia.
- Fruity Edition - Versión más reducida: en la que se carecerá de la mayor parte de plugins, solo se pueden añadir hasta 8 clips de audio, no se puede grabar audio en los proyectos y tampoco separar canciones por pistas mediante inteligencia artificial.

- Producer Edition - Es la versión más popular entre los que adquieren el producto, exento de las limitaciones de Fruity Edition, y añadiendo plugins adicionales.

- Signature Bundle - Se amplía la cantidad de plugins respecto a la Fruity Edition: incluyendo el software de afinación de voces NewTone, y el popular efecto de manipulación de tiempo y volumen Gross Beat.

- All Plugins Edition - Es la versión más completa de todas, incluye todos los plugins desarrollados por Image-Line.

La versión de demostración corresponde a la All Plugins Edition, tiene todas las funciones disponibles excepto la posibilidad de reabrir proyectos una vez cerrados y guardados (disponible en cuanto compras una licencia). 
FL Studio usa su propia API para los plugins, pero puede usar plugins de VST, VST2 y VST3, Buzz, ReWire y DirectX usando adaptadore, permitiendo al usuario trabajar con múltiples sintetizadores y procesadores de efectos desarrollados por terceros. FL Studio soporta una gran cantidad de plugins de terceros que son ejecutados a través de Fruity Wrapper, con compatibilidad para 32 y 64 bits .

### Plugins incluidos
- 3x OSC - Sintetizador sustractivo sencillo con 3 osciladores y capacidad para síntesis AM.
- Autogun - Sintetizador con 4.294.967.296 sonidos diferentes (presets), basado en el plugin Ogun.
- BassDrum - Sintetizador de batería de bajo/bombo flexible con soporte de una muestra de sample.
- BeepMap - Sintetizador que genera los sonidos a base de una imagen.
- BooBass - Sintetizador sencillo, simulador de bajo Fender.
- Control Surface - Permite agregar controles en tiempo real.
- Channel Sampler - Sampler integrado para lanzar muestras de sonidos de un disparo.
- Dashboard - interfaz modificable para controlar hardware MIDI, así como también parámetros internos específicos.
- Distructor - Efecto de la combinación en cadena de distorsiones, filtros, chorus y un efecto que simula un amplificador.
- DrumSynth Live - Sintetizador de drums.
- Drumpad - Instrumento de modelado de percusión basada en el instrumento Drumaxx.
- Effector - Incluye 12 efectos que se pueden tocar en vivo a través de un panel X Y.
- EQUO - Ecualizador gráfico
- Flex - Instrumento basado en síntesis sustractiva, tabla de ondas, multimuestra, FM y AM.
- FL Slayer II - Sintetizador de simulador de guitarra eléctrica.
- FL Studio Mobile Plugin: Plugin totalmente funcional de la versión móvil.
- FL Keys - Sintetizador multi-sampleado con sonidos de piano.
- FL Studio Mobile Rack - Accede a todos los plugins de FL Studio Mobile por separado o combinados como Instrumentos o Efectos.
- Frequency Splitter - Permite separar el audio en bandas de frecuencia baja y alta, o baja, media y alta.
- Frequency Shifter - Efecto especial que cambia todas las frecuencias en la misma cantidad e incluye un Modo Ring Modulator modulado por una entrada de cadena lateral.
- Fruity 7 Band EQ - Ecualizador de siete bandas.
- Fruity Balance - Un complemento de balance estéreo.
- Fruity Bass Boost - Efecto de mejora de graves (ecualizador especializado).
- Fruity Blood Overdrive - Efecto de distorsión.
- Fruity Chorus - Efecto que crea una ligera desafinación de muchas copias del audio.
- Fruity Compressor - Es un compresor sencillo.
- Fruity Convolver - Efecto de reverberación por convolución.
- Fruity Dance - Permite mostrar una personaje llamada Fl-chan que realiza distintos movimientos.
- Fruity Delay - Efecto de línea de retardo, con modos estéreo / ping pong invertidos y un filtro de paso bajo.
- Fruity Delay 2 - Es una versión mejorada del complemento Fruity Delay.
- Fruity Delay 3 - Plugin de retardo de estilo 'analógico' avanzado.
- Fruity Delay Bank - Potente complemento de retardo con 8 bancos en cadena.
- Fruity DrumSynth Live - Versión de Fl Studio basada en DrumSynth creado por Maxim Digital Audio.
- Fruity DX10 - Sintetizador de sonidos FM con una interfaz simple e intuitiva.
- Fruity Fast Distortion - Distorsión con poco uso de CPU.
- Fruity Fast LP - Filtro de paso bajo con un uso de procesador muy bajo.
- Fruity Filter - Complemento de filtro de estado variable.
- Fruity Flanger - Efecto de cancelación de fase creada mediante la combinación de múltiples copias retardadas del sonido de entrada.
- Fruity Flangus - Le permite enriquecer el panorama estéreo de su mezcla.
- Fruity Formula Controller - Genera datos de control de automatización basados en fórmulas definidas por el usuario.
- Fruity Free Filter - Complemento de filtro.
- Fruity Granulizer - Sintetizador granular de samples.
- Fruity HTML NoteBook - Es un complemento de visor HTML, útil para agregar información a una canción, utilizando el poder de HTML.
- Fruity Limiter - Potente compresor de banda única, limitador, sidechain y puerta de ruido.
- Fruity Love Philter - Poderoso banco de 8 filtros automatizables.
- Fruity Multiband Compressor - Compresor estéreo de tres bandas.
- Fruity NoteBook - Bloc de notas de 100 páginas.
- Fruity NoteBook 2 - Bloc de notas de 100 páginas.
- Fruity Pad Controller (FPC) - Lanzador y manejos de samples para recreación de baterías y percusión.
- Fruity PanOMatic - Complemento de panoramización y volumen.
- Fruity Parametric EQ - Complemento de ecualizador paramétrico de 7 bandas.
- Fruity Parametric EQ2 - Complemento de ecualizador paramétrico avanzado de 7 bandas con análisis espectral y fase lineal.
- Fruity Phaser -  Complemento de phaser de bajo uso de CPU.
- Fruity Reeverb - Efecto de reverberación que simula espacios acústicos.
- Fruity Reeverb 2 - Versión mejorada de Fruity Reeverb.
- Fruity Scratcher - Simulador de tocadiscos de vinilo.
- Fruity Send - Envío pre-fader que le permite extraer audio de cualquier punto en la pila de efectos de un canal del mezclador y enviarlo a cualquier pista del mezclador vinculada.
- Fruity Slicer - Sampler que segmenta los sonidos y permite el reordenamiento de estos segmentos.
- Fruity Soft Clipper - Limitador de bajo uso de cpu.
- Fruity Spectroman - Complemento de analizador de espectro.
- Fruity Squeeze - Efecto de distorsión de reducción de bits.
- Fruity Stereo Enhancer - Contiene varios filtros y procesadores para alterar y enriquecer la imagen estéreo del sonido de entrada.
- Fruity Stereo Shaper - Efecto de amplitud estero.
- Fruity Vocoder - Efecto de codificador de voz avanzado en tiempo real.
- Fruity WaveShaper - Efecto distorsión de onda utilizando un gráfico flexible basado en splines.
- Fruity X-Y Controller  - Complemento de controlador interno.
- Fruity X-Y-Z Controller - Plugin de control interno que le permite utilizar el ratón o tocar para generar tres fuentes de control para los controles.
- Fruity Keyboard controller - Control interno para aplicación de filtros, Trance-Gates y etc. basado en patrones.
- Fruit Kick - Sintetizador para genera sonidos de Bombo.
- Groove Machine Synth - Sintetizador híbrido multitímbrico.
- Hyper Chorus - Efecto coro con 3 controladores pads X/Y.
- Kepler - Recreación del sintetizador Roland JUNO-6™
- MIDI Out - Control MIDI de hardware externo o de VSTi Multicanal.
- MiniSynth - Sintetizador de síntesis sustractiva.
- Patcher - Permite encadenar tanto instrumentos como efectos en unidades completas y complejas.
- Peak Controller - Controlador interno para automatizar objetivos en respuesta a la envolvente de volumen de un sonido de entrada.
- Plucked - Sintetizador generador de cuerdas pulsadas, basado en el algoritmo Karplus-Strong.
- Sytrus - Sintetizador FM, que permite 6 operadores configurables ya sea FM, RM, VA o Síntesis Plucked-String, Envolventes y LFOs sincronizables con el tempo, 12 tipos de filtro y 3 waveshapers, módulo de efectos integrado.
- SimSynth Live - Oscilador triple con simulación de MiniMoog combinado con filtros SVF estilo Oberheim.
- Spreader - Amplía la imagen estéreo de su audio sin afectar su compatibilidad con sistemas mono.
- Speech Synthesizer - Sintetizador de voz que procesa texto para crear voces computarizadas, similar a lo que hace el famoso programa Loquendo.
- Slicex - Herramienta para "rebanar" samples y editarlos por separado.
- Soundgoodizer - Efecto estéreo de 'maximizador-potenciador' basado en el motor de proceso de sonido Maximus.
- Tuner - visualizador de tono.
- VFX Color Mapper - En patcher, se pueden controlar hasta 16 generadores/instrumentos independientes a partir de los colores de 16 notas del rollo de piano.
- VFX Keyboard Splitter - En patcher, divide el rollo de piano o las zonas del teclado en 16 salidas separadas.
- VFX Note Mapper - En patcher, la entrada de las notas se pueden transponer, cambiar la clave, acordar o reasignar creativamente.
- VFX Sequencer - En patcher, tomará la entrada de notas del rollo de piano o un controlador MIDI y transformará los acordes en frases melódicas de acuerdo con el patrón que programe o aplique el parche seleccionado.
- Video Visualizer (ZGameEditor) - Efecto de visualización con capacidad de renderizado de video.
- Wave Candy - Herramienta de visualización y análisis de audio que incluye un osciloscopio, un analizador de espectro, un vectorscopio y un medidor de picos.
- WaveTraveller - Sampler basado en Spline, útil para efectos de scratch.

### Plugins opcionales
- DirectWave - Herramienta para organización y reproducción de Samples.
- Drumaxx - Instrumento de modelado de percusión con capacidad de 16 pads de batería.
- Edison - Poderoso editor de audio.
- Emphasis - Limitador de masterización multietapa y de una sola banda diseñado para mejorar el sonido y la sonoridad.
- Fruity Video Player - Permite abrir y reproducir videos o archivos flash.
- Gross Beat - Efecto de manipulación de tiempo y volumen diseñado para efectos de repetición, scratching y gating.
- Hardcore - Colección de 10 efectos clásicos diseñados pensando en los guitarristas.
- Kepler - Recreación meticulosa y fiel del sintetizador Roland JUNO-6™.
- LuxeVerb - Reverberación algorítmica avanzada con la capacidad de cambio de tono y control automático de la dinámica.
- Harmor - Es un poderoso sintetizador con la capacidad de síntesis aditiva, sustractiva, resíntesis de audio e imagen.[1]
- Harmless - Una versión reducida de Harmor.
- Kepler Exo - Sintetizadores de la mezcla de un JUNO-6™ y Jupiter-8™
- Low Lifter - Agrega dinámicamente armónicos a las frecuencias graves, mejorando su presencia y creando la percepción de graves más fuertes
- Maximus - Efecto de limitador y compresor, con capacidad de multibanda.
- Multiband Delay - Divide una señal entrante en 16 bandas de frecuencia y permite ajustar el retardo, el volumen y el movimiento panorámico para cada banda.
- Morphine - Sintetizador aditivo.
- Newtime - Editor de audio con manipulación de tiempo.
- Newtone - Editor de corrección de tono, similar a Melodyne.
- Ogun - Sintetizador que puede producir timbres metálicos con más de 32.000 armónicos.
- Pitcher - Complemento de manipulación y corrección de tono en tiempo real.
- Pitch Shifter - Es un efecto de cambio de tono en tiempo real
- Poizone - Sintetizador de software sustractivo.
- Sakura - Sintetizador de modelado físico de cuerdas.
- Sawer - Sintetizador sustractivo de modelado clásico.
- Toxic Biohazard - Sintetizador con motor de síntesis híbrido que combina la FM y síntesis sustractiva.
- Transporter - Efecto de repetición de bucles en tiempo real que activa bucles en función de los transitorios detectados en el audio entrante.
- Transistor Bass - Es un sintetizador de bajo que imita al sintetizador Roland TB-303.
- Transient Processor - Efecto de procesador de transientes en el sonido.
- Vintage Chorus - Efecto de coro inspirado y modelado a partir del Chorus Bucket Brigade Delay (BBD) de Roland Juno 60.
- Vintage Phaser - Phaser inspirado y modelado del Electro-Harmonix Small Stone Phase Shifter.
- Vocodex - Efecto de codificar de voz.

Algunos plugins adicionales como Fruity Center, Fruity Free Filter, Fruity Bass Boost, Fruity 7 Band EQ, Fruity Delay, etc. no aparecen dentro del programa debido a que están desactivados de forma predeterminada y solo son accesibles mediante su activación en Plugin Manager.